# Departamento de Alberdi
Departamento de Alberdi är en kommun i Argentina. Den ligger i provinsen Santiago del Estero, i den norra delen av landet, 1 000 km norr om huvudstaden Buenos Aires.